# Cal Gabarró (Verdú)
Cal Gabarró és una casa de Verdú (Urgell) inclosa a l'Inventari del Patrimoni Arquitectònic de Catalunya.

## Descripció
Cal Gabarró anteriorment era conegut amb el nom de Cal Miqueló. Aquesta casa, realitzada en el segle xviii, és una de les més destacades de la vila de Verdú. És una casa senyorial, amb planta baixa porticada, planta noble i golfes. Presidint aquesta planta baixa hi ha un pòrtic de tres arcs de mig punt realitzada amb grans carreus de pedra tallada sospeses per pilastres de planta quadrada. Aquestes arcades es troben força erosionades pel pas del temps. Al segon pis hi ha un gran balcó amb tres portes que accedeixen al mateix balcó. A la llinda de la porta central hi ha una inscripció que hi diu: "PROTEGE Dne. HABITANTES IN ME ANNO 1762". Damunt d'aquest porxo central hi ha l'anagrama dels Miqueló.

## Història
Aquesta casa pertanyé a Jaume Gabarró Sabater i músic també fou el professor de música de Verdú. D'aquesta casa sortiren els millors músics verdunins. Des del 1896 la societat coral "La Harmonia Verduniense" tenia la seu en aquesta casa i es va ampliar cap a les sales del cafè Colón, com a sala d'espectacles, cinema i lloc de treball. Fins fa poc aquesta casa ha estat un centre cultural per la vila de Verdú. El 1664, al "Llibre de les Estimes" Joan Miqueló descriu casa seva com. "Casa i corral davant la bassa ab fronte de sol ixent, amb lo pati dels Tiradors a ponent ab lo carrer que hi entre dita casa, la bassa a mig dia ab un carreró que passa des de la bassa al corral de bestiar".